# Les Enchères de Triskelion
Les Enchères de Triskelion (The Gamesters of Triskelion) est le seizième épisode de la deuxième saison de la série télévisée Star Trek. Il fut diffusé pour la première fois le 5 janvier 1968 sur la chaîne américaine NBC.
Le capitaine Kirk, Chekov et Uhura sont enlevés lors d'une mission de reconnaissance sur une planète non habitée et gardés prisonniers sur une autre planète par des "pourvoyeurs." Ceux-ci les réduisent en esclavage et les obligent à se battre comme gladiateurs.

## Distribution

### Acteurs principaux
- William Shatner — James T. Kirk (VF : Yvon Thiboutot)
- Leonard Nimoy — Spock (VF : Régis Dubost)
- DeForest Kelley — Leonard McCoy
- James Doohan — Montgomery Scott
- Nichelle Nichols — Uhura
- Walter Koenig — Pavel Chekov

### Acteurs secondaires
- Joseph Ruskin – Maitre Thrall Galt
- Angelique Pettyjohn – Shahna
- Mickey Morton – Kloog
- Jane Ross – Tamoon
- Dick Crockett (en) – Le Thrall andorien
- Victoria George – Enseigne Jana Haines
- Steve Sandor – Lars
- Roger Holloway – Lieutenant Lemli
- Frank da Vinci – Lieutenant Brent
- Bart LaRue – Pourvoyeur n°1
- Eddie Paskey – Lieutenant Leslie
- William Blackburn – Lieutenant Hadley
- Walker Edmiston – Pourvoyeur n°2
- Robert Johnson – Pourvoyeur n°3

## Résumé
Un groupe d'hommes issus de l'USS Enterprise composé du capitaine James T. Kirk, de l'enseigne Pavel Chekov et de l'officier de communication Uhura est chargé d'une mission de routine sur la planète Gamma II. Toutefois, leur téléportation se passe de façon étrange, ce qui alerte le chef de transport Montgomery Scott. Ils se mettent à leur recherchent et découvrent une trace ionique menant à un autre système solaire. Le commandant Spock ordonne à l'Enterprise de la suivre, malgré les réticences de Scott et du Docteur McCoy.
Pendant ce temps, Kirk, Uhura et Chekov réapparaissent à l'intérieur d'une arène de gladiateur sur une étrange planète. Après avoir été confrontés à quatre humanoïdes venus de différentes planètes, ils se retrouvent face à Galt, le maître de Triskelion et ses subordonnés, les Thrall. Celui-ci connait leur nom et les informe que ses maîtres, les pourvoyeurs, sont responsables de leur disparition. Après avoir été soumis à un collier qui les électrocute en cas de rébellion, et ils leur est assigné un Thrall chargé de leur apprendre les règles du combat. Si Uhura et Chekov se retrouvent avec des Thralls qui les dégoûtent ou se montrent violent avec eux, Kirk réussit à séduire Shahna, sa Thrall assignée.
Plus tard, Uhura refuse de se plier aux ordres de Thrall et Kirk se fait punir à sa place au milieu de l'arène. Il réussit toutefois à prendre le pas sur son opposant et découvre que les pourvoyeurs font des paris sur leurs combats. Kirk et les autres sont promus au rôle de thralls. Shahna et Kirk se promènent et découvrent les ruines d'une ville. Alors qu'ils parlent du concept de liberté, le collier de Shahna se met à la torturer car celle-ci a tenté de lui donner des informations sur les pourvoyeurs. Shahna est reconnaissante que Kirk ai tenté de l'aider et ils finissent par s'embrasser.
De retour dans leur cellule, Kirk en profite pour l'assommer et s'enfuir libérer Uhura et Chekov. Hélas, ceux-ci sont arrêtés par Galt et électrocutés via leurs colliers. Pendant ce temps, l'Enterprise arrive près de la planète Triskelion, mais alors que Spock et McCoy sont prêts à se téléporter, le vaisseau est arrêté par les pourvoyeurs et ses contrôles sont bloqués. Kirk est téléporté face aux pourvoyeurs qu'il découvre être revenus à l'état de cerveaux pensant et parlant. Celui-ci leur propose un marché : il se battra dans l'arène contre trois combattant en échange de sa liberté et de celle des autres thralls. Après les avoir vaincus, il se retrouve à devoir combattre Shahna et réussit à avoir le dessus sur elle.
Le combat gagné, leurs colliers s'enlèvent. Les thralls sont libérés. Shahna supplie Kirk de l'emmener dans son vaisseau, mais celui-ci refuse, expliquant qu'elle doit s'émanciper avec son peuple et apprendre.

### Continuité
- Le personnage d'Hikaru Sulu n'apparaît pas dans cet épisode.

## Production

### Écriture
L'épisode est le premier de la série à avoir été écrit par Margaret Armen et proposé à la production de la série le 10 avril 1967. Le synopsis du scénario fut plusieurs fois réécrit durant le mois de mai, l'idée initiale étant que Kirk, Sulu et Uhura se retrouvent dans une navette qui aurait été détournée, ce qui fut jugé trop proche du prémisse de l'épisode Guerre, amour et compagnon. Le script fut finalisé par Margareth Armen le 16 août 1967 avant d'être réécrit en partie par le producteur John Meredyth Lucas fin septembre et début octobre 1967. Durant une bonne partie de son écriture, l'épisode portait le nom provisoire de "The Gamesters of Pentathlan".

### Casting
- L'acteur George Takei était à l'époque pris sur le tournage du film Les Bérets verts et ne pouvait pas être présent. Les lignes de textes écrite pour le personnage de Sulu furent données au personnage de Pavel Chekov joué par Walter Koenig[1],[2],[3].
- L'acteur Dick Crockett qui joue le rôle de l'andorien que combat Kirk, était le coordinateur des cascades de la série[3].
- Robert C. Johnson qui donne sa voix à celle d'un des pourvoyeurs était célèbre pour être la voix donnant les ordres de missions à Jim Phelps au début de chaque épisode de la série Mission impossible

### Tournage
Le tournage eut lieu du 17 au 24 octobre 1967 au studio de la compagnie Desilu sur Gower Street à Hollywood, sous la direction du réalisateur Gene Nelson.
Les décors de ruines vus par Kirk et Shahna ont été recyclés de l'épisode Ils étaient des millions, de même que des décors d'arrières plans créés pour Les Mines de Horta et le vaisseau de Lazarus dans l'épisode Les Jumeaux de l'Apocalypse qui sert d'incubatrice aux pourvoyeurs.

## Diffusion et réception critique

### Diffusion américaine
L'épisode fut retransmis à la télévision pour la première fois le 5 janvier 1968 sur la chaîne américaine NBC en tant que seizième épisode de la deuxième saison.

### Diffusion hors États-Unis
L'épisode fut diffusé au Royaume Uni le 18 novembre 1970 sur BBC One.
En version francophone, l'épisode fut diffusé au Québec en 1971. En France, l'épisode est diffusé le 14 août 1986 lors de la rediffusion de l'intégrale de Star Trek sur La Cinq.

### Réception critique
Dans un classement pour le site Hollywood.com Christian Blauvelt place cet épisode à la 52e position sur les 79 épisodes de la série originelle estimant que l'épisode est le premier et le meilleur épisode autour duquel l'équipage de l'Enterprise se retrouve à combattre dans une arène. Pour le site The A.V. Club Zack Handlen donne à l'épisode la note de B- trouvant que l'épisode ne s'apprécie que si l'on réussit à passer les dialogues et les vêtements farfelus.

### Héritage et hommages
La scène de combat dans l'arène fut parodié dans l'épisode des Simpson Homer dans l'espace avec deux scientifiques qui parient en quatloos contre Homer,. Les quatloos reviennent aussi dans l'épisode Là où aucun fan n'est jamais allé de la série Futurama. Le discours sur l'amour que Kirk prodigue à Shannah sera parodié dans l'épisode de South Park Les Comptines du singe batteur
La phrase célèbre "Beam me up, Scotty" trouve ici, sa prononciation la plus proche dans la version anglaise avec un "Scotty, beam us up."

## Analyses de l'épisode
L'épisode a fait l'objet de plusieurs études. En 2006 il est cité dans l'ouvrage Modern Amazons: Warrior Women on Screen pour le personnage de Shahna qui est décrite comme une amazone traditionnelle. L'épisode est l'un des rares de la série à être écrit par une femme, en l'occurrence Margaret Armen qui va travailler pour des séries montrant des femmes fortes comme Wonder Woman ou La Grande Vallée.
 En 2013, dans Batman Unmasked: Analyzing a Cultural Icon l'épisode est comparé un diptyque de la série Batman nommé "Green Ice/Deep Freeze."
En 2015, le critique Robert Asa en fera une étude comparé avec l'épisode Pauvre Apollon, Asa notant que les figures divines vues dans la série sont constamment en colère, décadente ou dangereuses comme celles vues dans Les Enchères de Triskelion qui voit à l'humanité une source d'amusement
L'épisode est cité par le critique des médias Paul A. Cantor en 2001 comme un exemple de "fin de l'Histoire." Il dresse un parallèle entre l'épisode et la philosophie d'Hegel notamment les paris et la réinstauration d'une dialectique du maître et de l'esclave.

## Adaptations littéraire
L'épisode fut romancé sous forme d'une nouvelle de 40 pages écrite par l'auteur James Blish dans le livre Star Trek 12 un recueil compilant différentes histoires de la série et sortit en novembre 1977 aux éditions Bantam Books.

## Éditions commerciales
Aux États-Unis, l'épisode est disponible sous différents formats. En 1988 et 1990, l'épisode est sorti en VHS et Betamax. L'épisode sortit en version remastérisée sous format DVD en 1999 et 2004.
L'épisode connu une nouvelle version remasterisée sortie le 20 octobre 2007 : l'épisode fit l'objet de nombreux nouveaux effets spéciaux, notamment les plans des planètes Gamma II et Triskelioon vues de l'espace et les plans de l'Enterprise qui ont été refait à partir d'images de synthèse. Cette version est comprise dans l'édition Blu-ray, diffusée en septembre 2009.
En France, l'épisode fut disponible avec l'édition VHS de l'intégrale de la saison 2 en 2000. L'édition DVD est sortie le 18 novembre 2004 et l'édition Blu-ray le 27 avril 2009.